# Вобан (Міннесота)
Вобан (англ. Waubun) — місто (англ. city) в США, в окрузі Меномен штату Міннесота. Населення — 409 осіб (2020).

## Географія
Вобан розташований за координатами 47°11′2″ пн. ш. 95°56′24″ зх. д. / 47.18389° пн. ш. 95.94000° зх. д. (47.183934, -95.940134).  За даними Бюро перепису населення США в 2010 році місто мало площу 1,33 км², уся площа — суходіл.

## Демографія
Згідно з переписом 2010 року, у місті мешкало 400 осіб у 160 домогосподарствах у складі 108 родин. Густота населення становила 302 особи/км².  Було 182 помешкання (137/км²).
Расовий склад населення:
| - 46,0 % — білих - 33,3 % — корінних американців - 0,3 % — чорних або афроамериканців - 0,3 % — азіатів |

До двох чи більше рас належало 20,3 %. Частка іспаномовних становила 2,0 % від усіх жителів.
За віковим діапазоном населення розподілялося таким чином: 31,7 % — особи молодші 18 років, 50,5 % — особи у віці 18—64 років, 17,8 % — особи у віці 65 років та старші. Медіана віку мешканця становила 33,7 року. На 100 осіб жіночої статі у місті припадало 75,4 чоловіків;  на 100 жінок у віці від 18 років та старших — 77,3 чоловіків також старших 18 років.
Середній дохід на одне домашнє господарство  становив 46 097 доларів США (медіана — 40 179), а середній дохід на одну сім'ю — 48 012 долари (медіана — 40 357). Медіана доходів становила 41 667 доларів для чоловіків та 26 389 доларів для жінок. За межею бідності перебувало 22,9 % осіб, у тому числі 25,9 % дітей у віці до 18 років та 9,9 % осіб у віці 65 років та старших.
Цивільне працевлаштоване населення становило 184 особи. Основні галузі зайнятості: мистецтво, розваги та відпочинок — 28,8 %, освіта, охорона здоров'я та соціальна допомога — 25,0 %, публічна адміністрація — 14,1 %, будівництво — 9,2 %.